# Сторожинець
Сторожинéць — місто в Україні, в Чернівецькому районі Чернівецької області, важливий історичний осередок Буковини. Центр Сторожинецької міської громади.
Харчова і лісова промисловість; лісовий технікум.
Сторожинець, після Чернівців, - одне з найбільших, найгарніших, найбагатших на визначні місця куточків області. Сторожинець — справжнє місто-сад: на одного мешканця тут у середньому припадає понад 40 м² зелених насаджень. Цей квітучий районний центр вабить гостей тінистими парками і садами, прямими вулицями, гарними, ошатними будівлями, пам'ятниками.
Гордістю Сторожинця є державний дендропарк, який розташований на території лісового технікуму. Тут росте до 1200 видів дерево-чагарникової рослинності. Крім цього, є розсадник площею 5 гектарів, два штучні ставки, альпінарій, ботанічний майданчик.

## Назва мовами народів, які тут жили
- їд. סטראזשניץ — Строжніц
- нім. Storoschynez
- угор. Storojineti
- рум. Storojineţ
- словац. Storozynetz
- пол. Storożyniec

## Географія
Місто розташоване біля підніжжя Карпат над річкою Серетом (а також Дубовець), на українсько-румунському етнічному кордоні. Відстань до облцентру становить близько 23 км і проходить автошляхом Р62.

### Клімат
Сторожинець має помірно-континентальний клімат, характерний для Центральної та Східної Європи. Крім того, річну погоду можна описати короткою весною, зазвичай помірно теплим літом, а також тривалою осінню та зимою.

## Історія
Сторожинець вперше згаданий у грамоті молдавського господаря Романа ІІ з 1448 року, як сторожовий пост на Сереті. Першими мешканцями поселення були лісоруби. Наступного разу Сторожинець згадується у 1476 році, як власність молдавського феодала Тодорахі Сорочану.
В 1774 році Австро-Угорщина прилучила до себе Буковину, а з нею — Сторожинеччину. Початок нового століття став початком великих змін, масово прибували австрійці, німці. Почали діяти школи з німецькою, румунською, та українською мовами викладання.
З другої половини XIX століття почалось швидке зростання населення міста з прибуттям у місто євреїв. З'їжджаються угорські та румунські комерсанти, судові й банківські чиновники, більшість з яких були євреями. Будуються цегельний і лісопильний заводи, ґуральня, залізнична лінія Глибока — Сторожинець — Берегомет. 1854 року Сторожинець отримав статус міста, тоді ж було утворено Сторожинецький повіт у складі Герцогства Буковина. До кінця ХІХ століття і на початку ХХ століття місто було населене в основному євреями.
1900 року в греко-католицькому храмі міста відслужив службу відомій епіскоп, а пізніше – митрополит української греко-католицької церкві Андрей Шептицький. У 1903 році у Сторожинці відкрито приватну гімназію. 21 травня 1904 року Сторожинець отримав статус повітового міста. Торгівля, індустрія, сільське господарство, наука, освіта і культура розвивалися високими темпами. Але почалася Перша світова війна, яка закінчилася для краю новим статусом: Північна Буковина стала частиною королівської Румунії. У 1921 році офіційною стала одна мова — румунська, а українську мову заборонено.

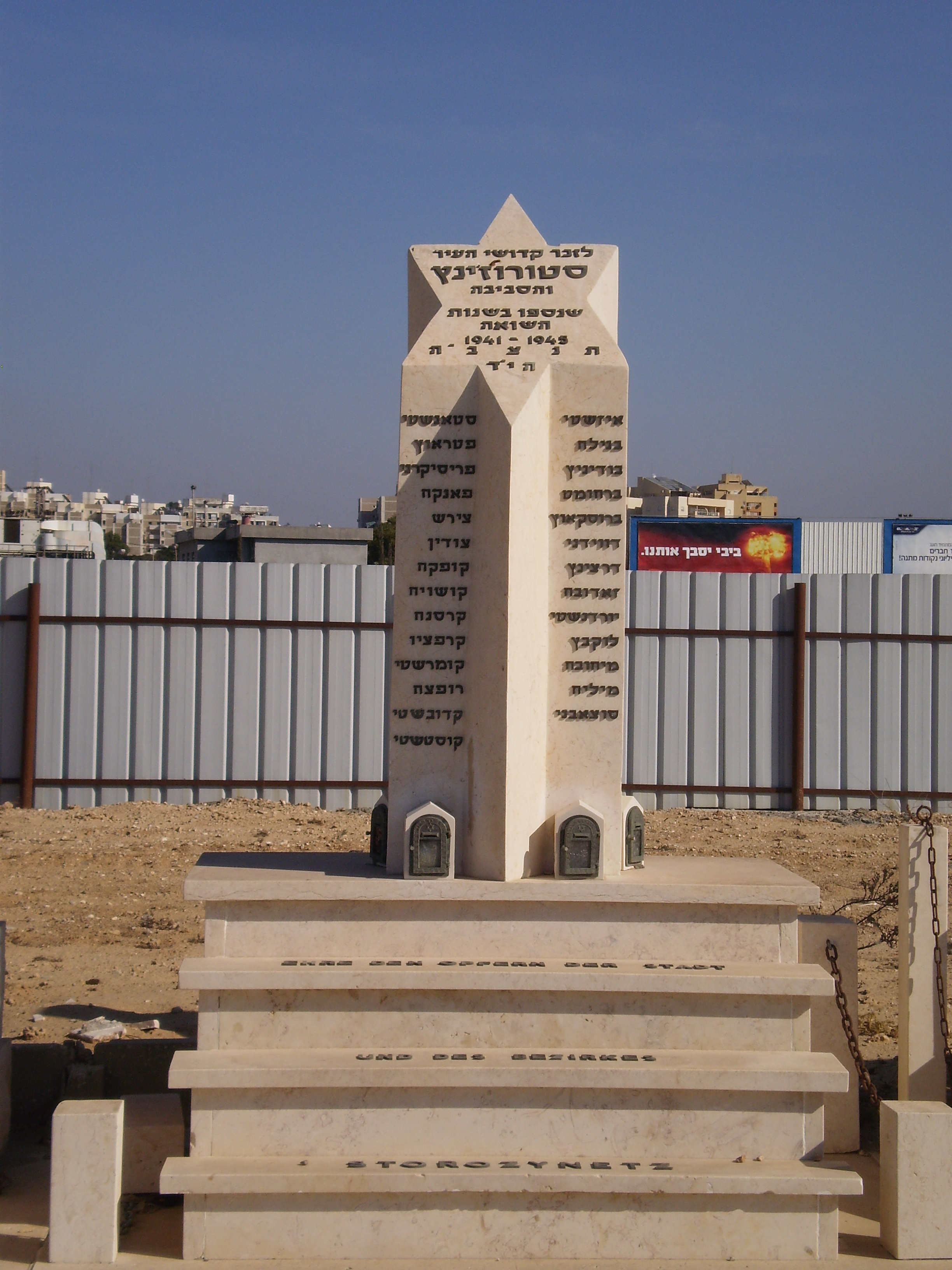
Меморіал, присвячений містянам-жертвам Голокосту (Холон, Ізраїль)

У 1940 році 28 червня Північна Буковина була зайнята радянськими військами. А вже 5 липня 1941 року вулицями Сторожинця проходили війська нацистської Німеччини і Румунії. Місто стало центром однойменного румунського повіту. У 1941—1943 роках усе єврейське населення міста було знищено або заслано у концтабори Трансністрії. Після румунсько-німецької окупації Сторожинець був захоплений військами ЧА Першого Українського фронту в березні 1944 року.
2 червня 1957 року розпочалося видання районної газети українською та румунською мовами.
Станом на 1989 рік основою економіки міста були харчова та деревообробна промисловість.
З 24 серпня 1991 року Сторожинець входить до складу незалежної України.
2000 року споруджено греко-католицьку церкву Різдва Пресвятої Богородиці.
29 вересня 2016 року шляхом об'єднання Сторожинецької міської ради та сільських рад, місто стало адміністративним центром — Сторожинецької міської громади.

## Населення
У 1975 році чисельність населення становила 11 600 мешканців.
У січні 1989 року чисельність населення становила 14 500 осіб.
Станом на 01.01.2024 зареєстровано перебування 1146 внутрішньо-переміщених осіб.

### Національний склад
Розподіл населення за національністю за даними перепису 2001 року:
| Національність  | Відсоток |
| --------------- | -------- |
| українці        | 74,31%   |
| румуни          | 17,23%   |
| росіяни         | 4,91%    |
| поляки          | 2,20%    |
| молдовани       | 0,49%    |
| білоруси        | 0,20%    |
| німці           | 0,11%    |
| вірмени         | 0,10%    |
| інші/не вказали | 0,45%    |

### Мова
Розподіл населення за рідною мовою за даними перепису 2001 року:
| Мова            | Чисельність, осіб | Доля   |
| --------------- | ----------------- | ------ |
| Українська      | 11 763            | 81,00% |
| Румунська       | 1 663             | 11,45% |
| Російська       | 953               | 6,56%  |
| Польська        | 116               | 0,80%  |
| Вірменська      | 9                 | 0,06%  |
| Білоруська      | 3                 | 0,02%  |
| Німецька        | 3                 | 0,02%  |
| Інші/Не вказали | 13                | 0,09%  |
| Разом           | 14 523            | 100%   |

### Румунський перепис 1930 року
| Етнічна приналежність | Населення | Відсоток від загальної кількості населення |
| --------------------- | --------- | ------------------------------------------ |
| румуни                | 3,390     | 38.98%                                     |
| євреї                 | 2,480     | 28.52%                                     |
| поляки                | 1,017     | 11.69%                                     |
| Русини/Українці       | 853       | 9.81%                                      |
| німці                 | 655       | 7.53%                                      |
| РАЗОМ:                | 8,695     | 100%                                       |

## Освіта
Загальноосвітні навчальні заклади міста Сторожинець
| Назва                           | Адреса                                  |
| ------------------------------- | --------------------------------------- |
| Сторожинецька ЗОШ І-ІІІ ст. № 1 | м. Сторожинець, Видинівського, 1        |
| Сторожинецька гімназія № 1      | м. Сторожинець, Видинівського, 11       |
| Сторожинецька гімназія № 2      | м. Сторожинець, Б. Хмельницького, 112 Б |
| Сторожинецький районний ліцей   | м. Сторожинець, Чаплигіна, 33           |

Вищі навчальні заклади у місті:
- Сторожинецький навчально-науковий інститут Університету Державної фіскальної служби України, м. Сторожинець, вул. Видинівського, 3
- Сторожинецький лісовий коледж, м. Сторожинець, вул. Крейтера, 1

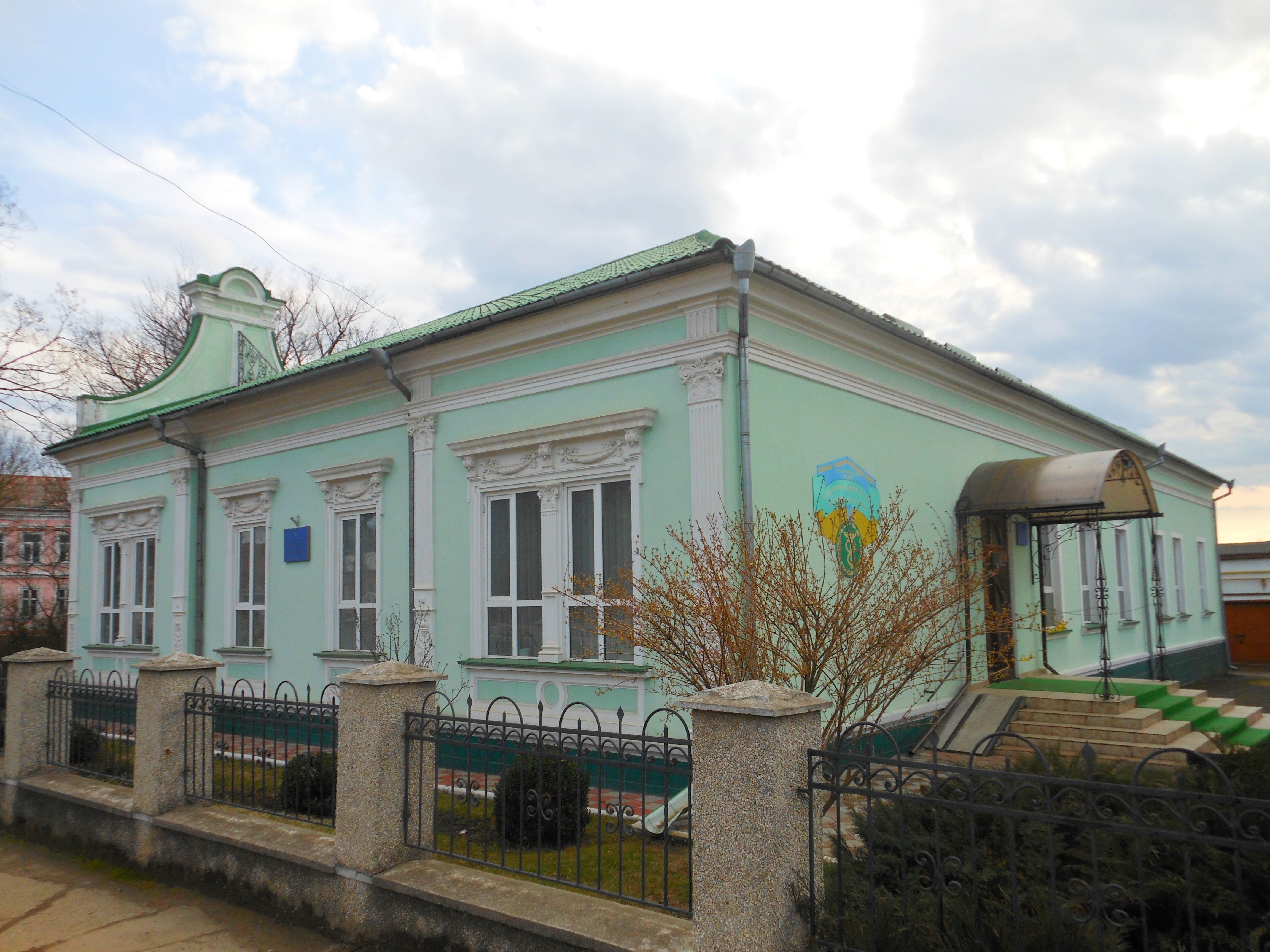
Сторожинецький ННІ Університету Державної фіскальної служби України
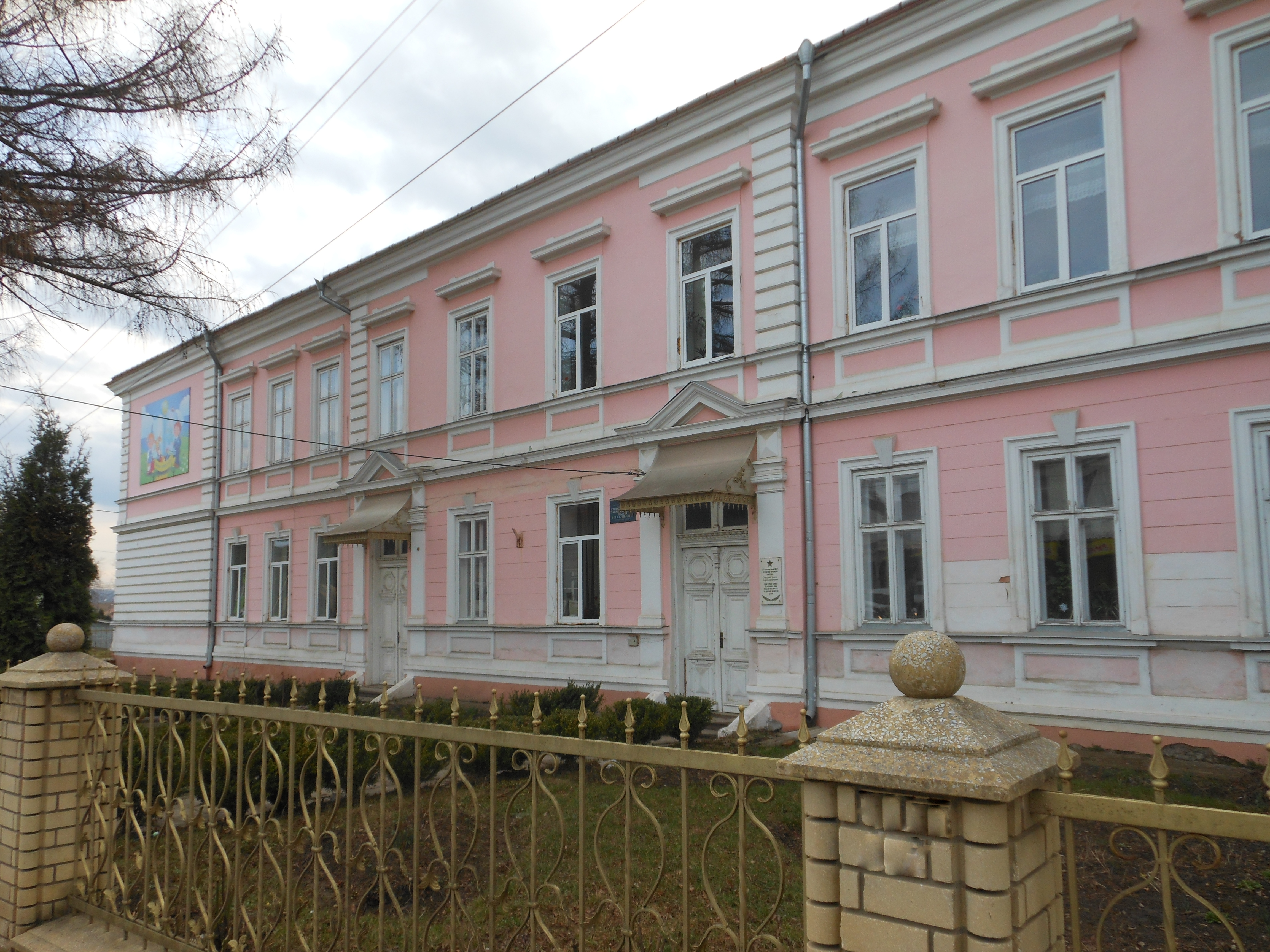
Сторожинецька ЗОШ І-ІІІ ст. №1
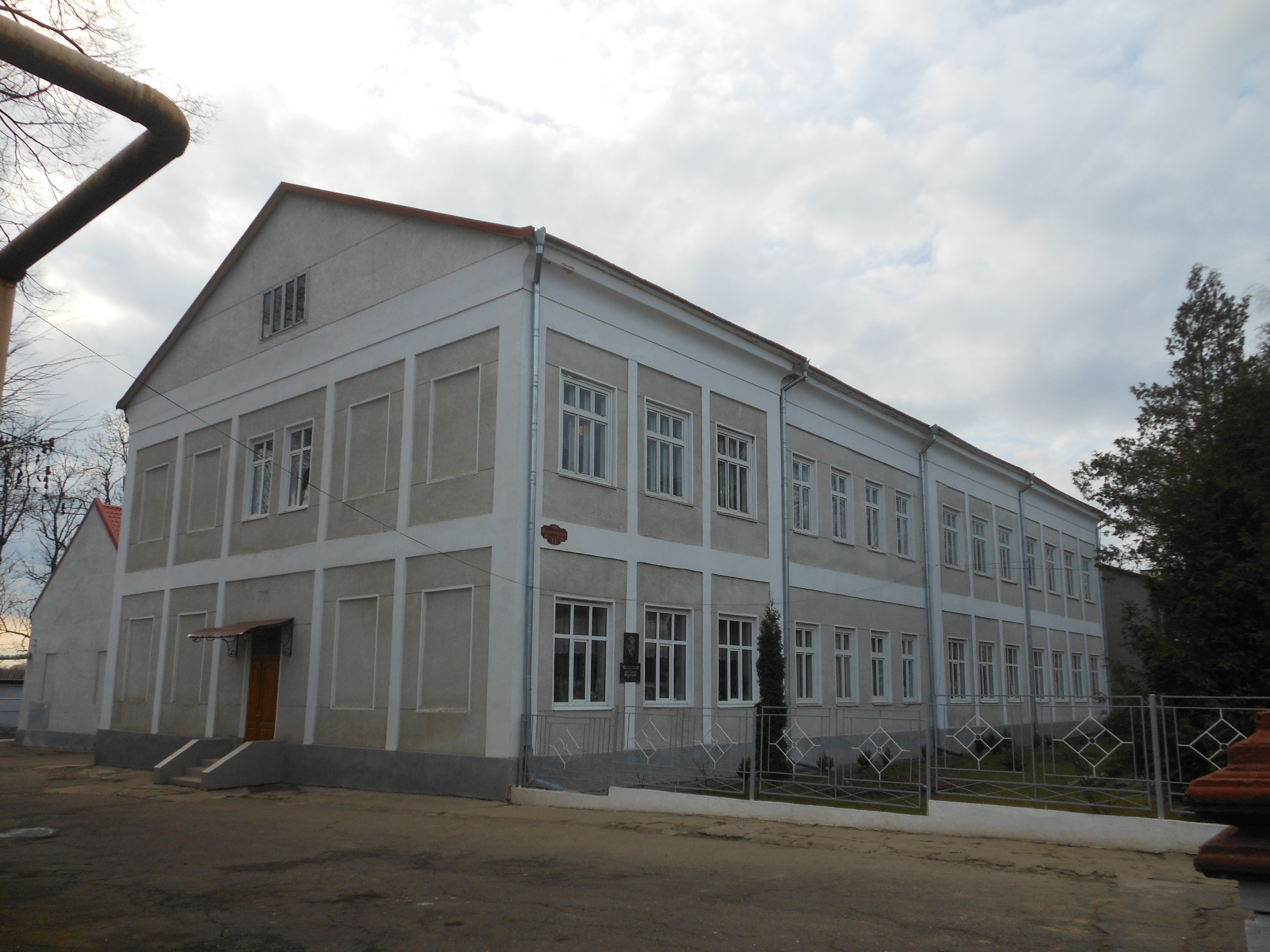
Сторожинецька гімназія
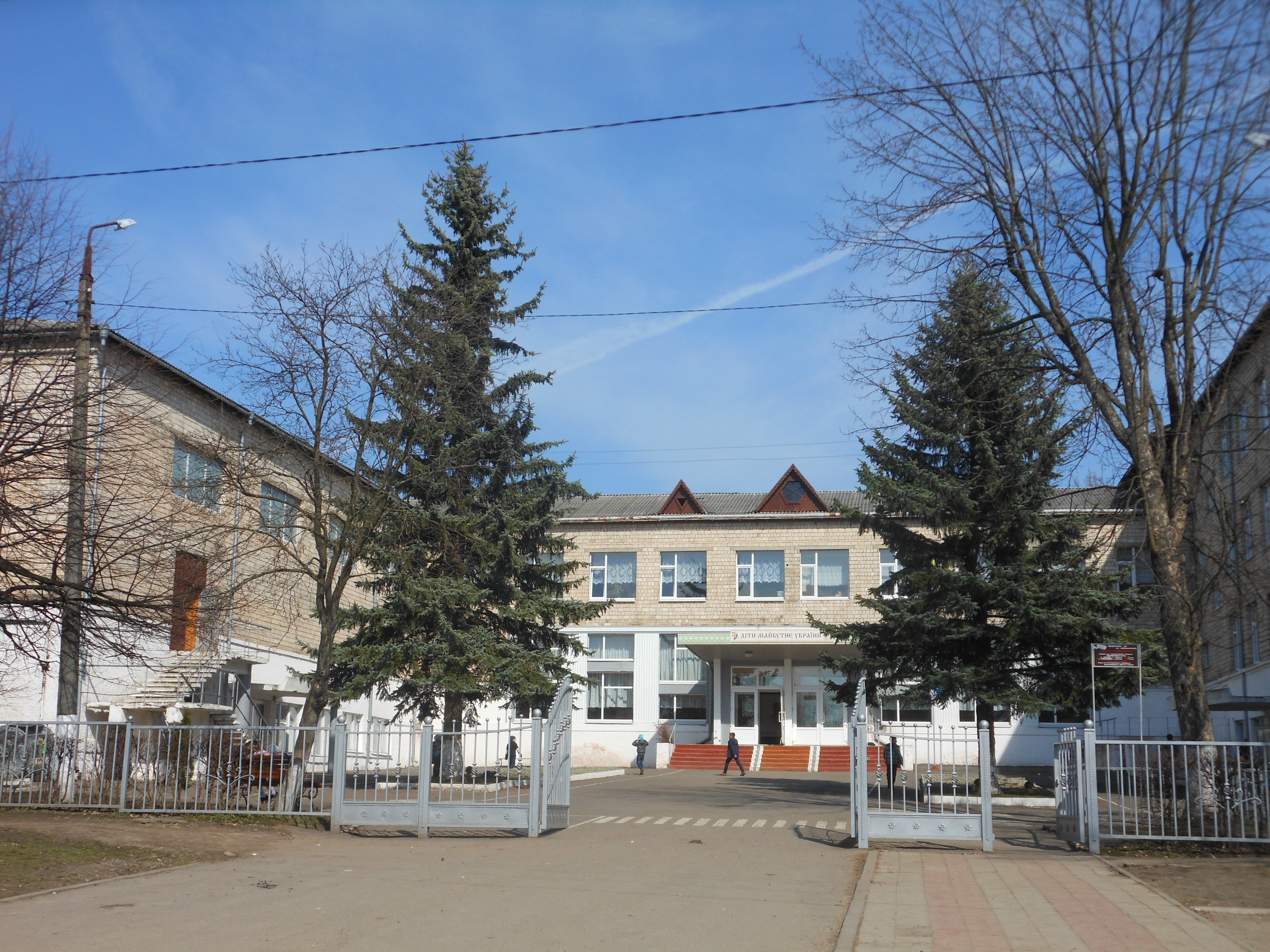
Сторожинецький районний ліцей

## Пам'ятки
У місті є пам'ятки архітектури:
- Сторожинецька ратуша;
- Костел Святої Анни;
- Свято-Георгіївська церква.

У центрі міста у парку в 1963 році встановлено пам'ятник українському письменнику Юрію Федьковичу.  Також, місті встановлено стелу Небесної сотні (2014) та пам'ятник-погруддя Тарасові Шевченку (2015).

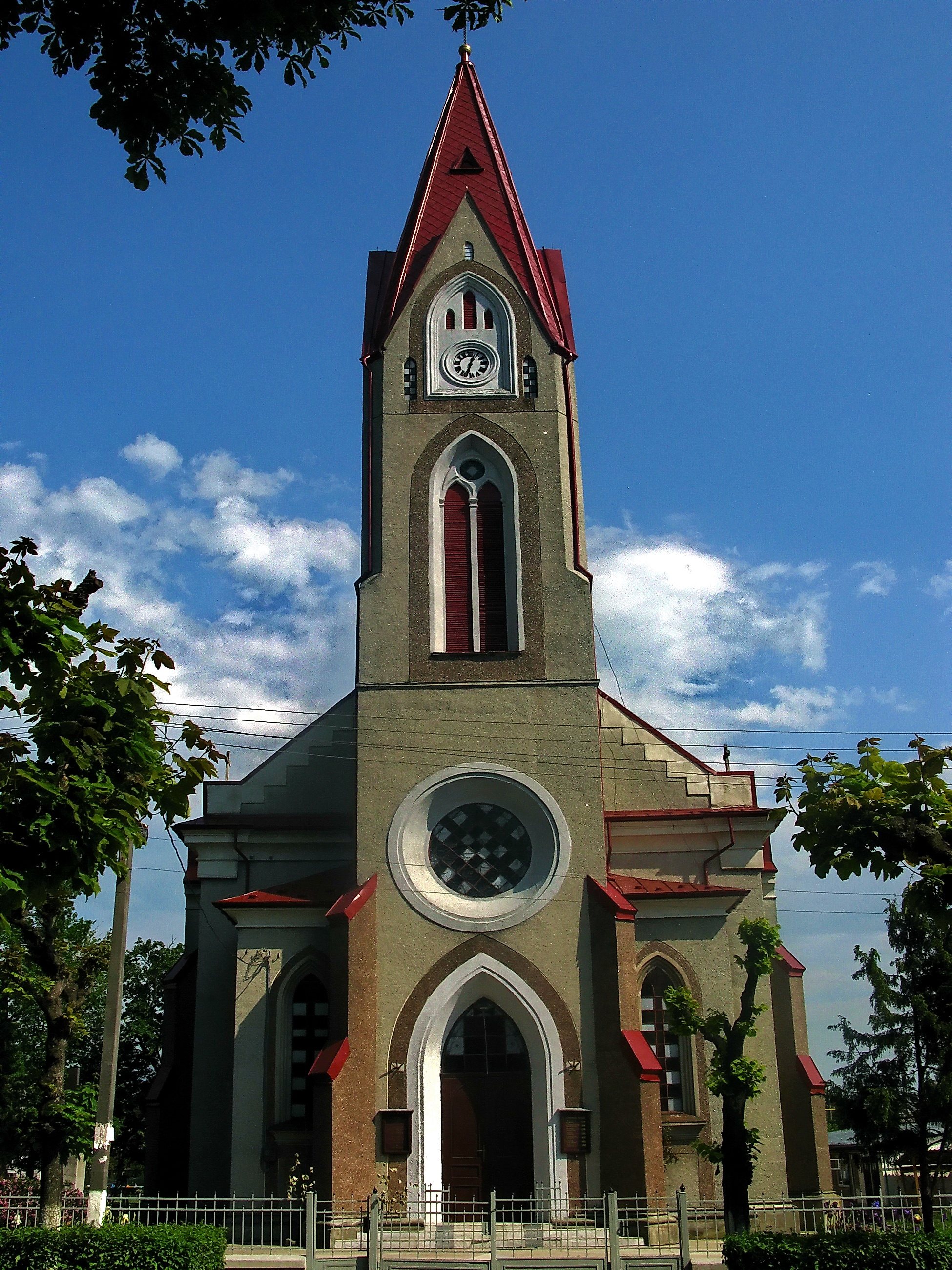
Костел Святої Анни
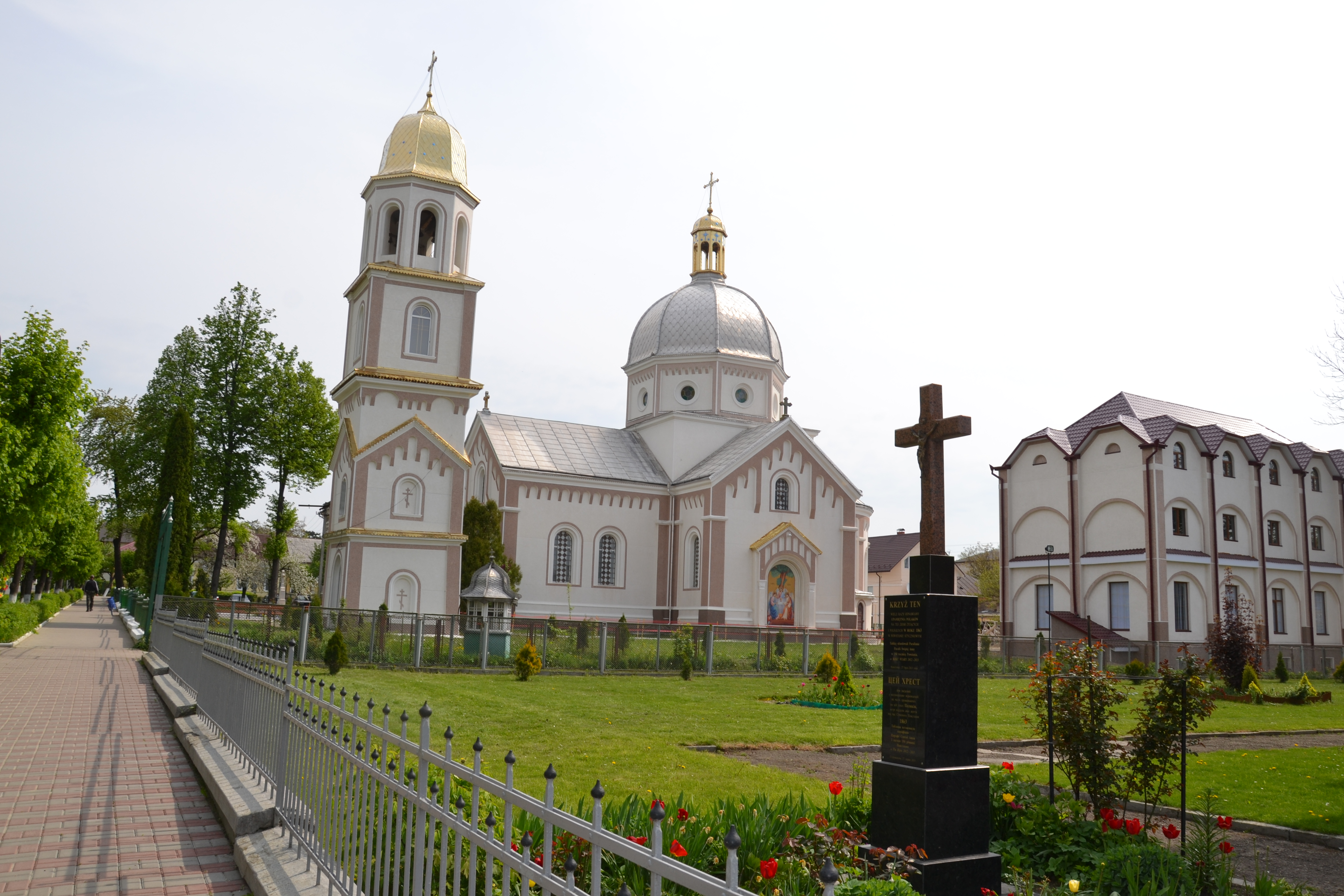
Свято-Георгіївська церква
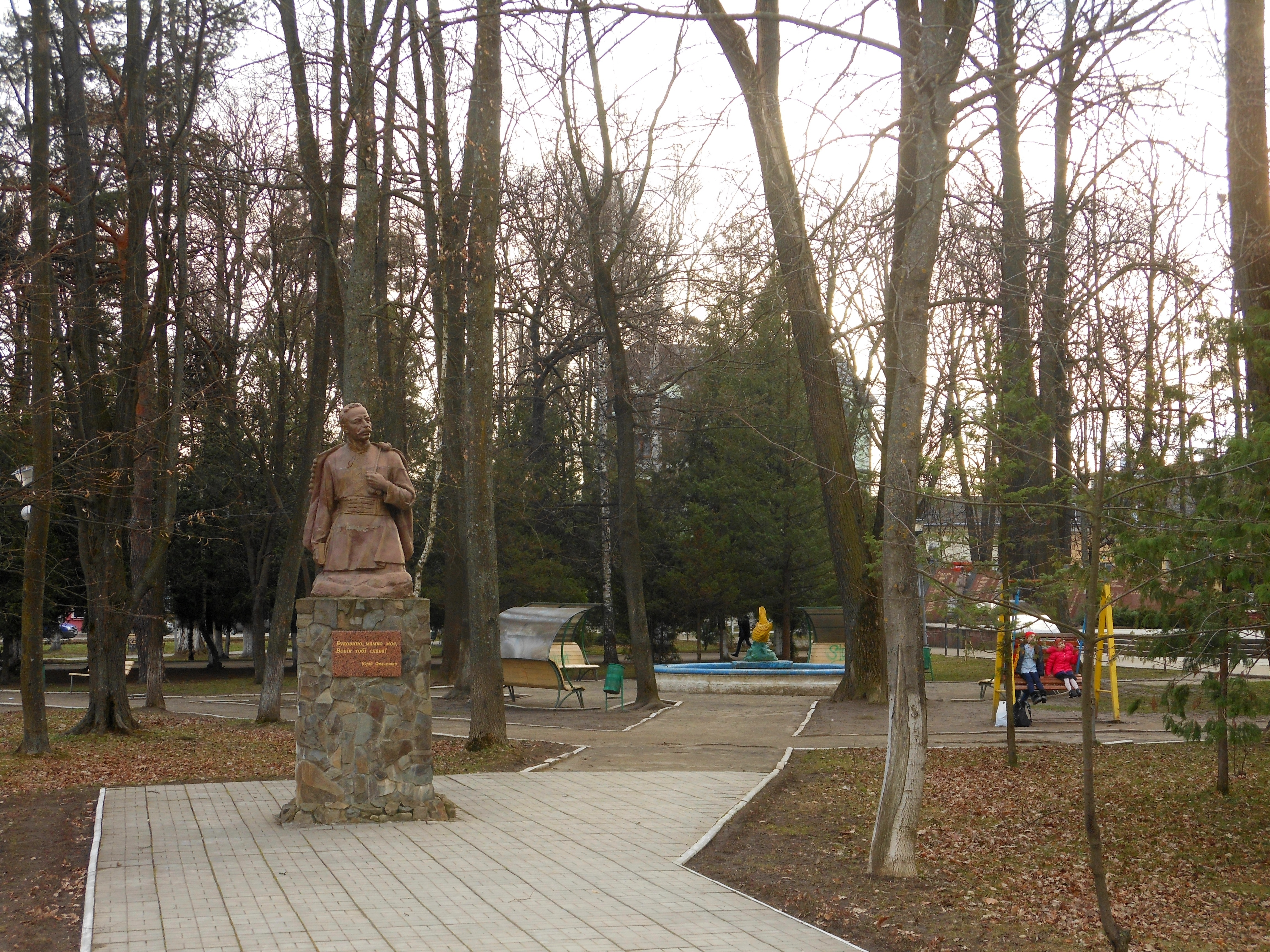
Пам'ятник Юрію Федьковичу

## Природно-заповідні місця
Місто Сторожинець має цікавий природо-заповідний об'єкт — Сторожинецький дендрологічний парк (18 га). Також у місті є парк-пам'ятка садово-паркового мистецтва — Сторожинецький парк (5 га), на території якого розташована Сторожинецька школа-інтернат.

## Відомі люди
Тут народилися:
- Бідіний Ігор Михайлович — український воїн, учасник російсько-української війни.
- Верхоляк Ярослав Ілліч (* 1981) — старший сержант ЗСУ, учасник російсько-української війни.
- Гаденко Мар'ян Ілліч — громадський діяч, музикант, Народний артист України (1999).
- Гаденко Олександр Георгійович (1969—2015) — майор Збройних сил України, учасник російсько-української війни.
- Ґеорґе Ґрігоровіч — провідний політик Буковини наприкінці панування Австро-Угорщини.
- Заяць Петро Іванович (1972—2016) — молодший сержант Збройних сил України, учасник російсько-української війни.
- Цибух Валерій Іванович — державний і громадський діяч, заслужений працівник культури України.
- Микола Якимчук — український правознавець, заслужений юрист України.

Тут поховані:
- Телегуз Василь Іванович (1964—2022) — полковник Збройних Сил України, учасник російсько-української війни, що загинув у ході російського вторгнення в Україну в 2022 році.

## Про Сторожинець в художній літературі
Сторожинцю присвячено вірші заслуженого діяча мистецтв України Володимира Мельникова в книзі «Друзям», Київ: «ЛОГОС», 2003, на с. 59–60 та в книзі цього ж автора «Українці — не папуаси»: зб. творів. — К. : [ЗАТ «ВІПОЛ»], 2007. на с. 148:

## Світлини

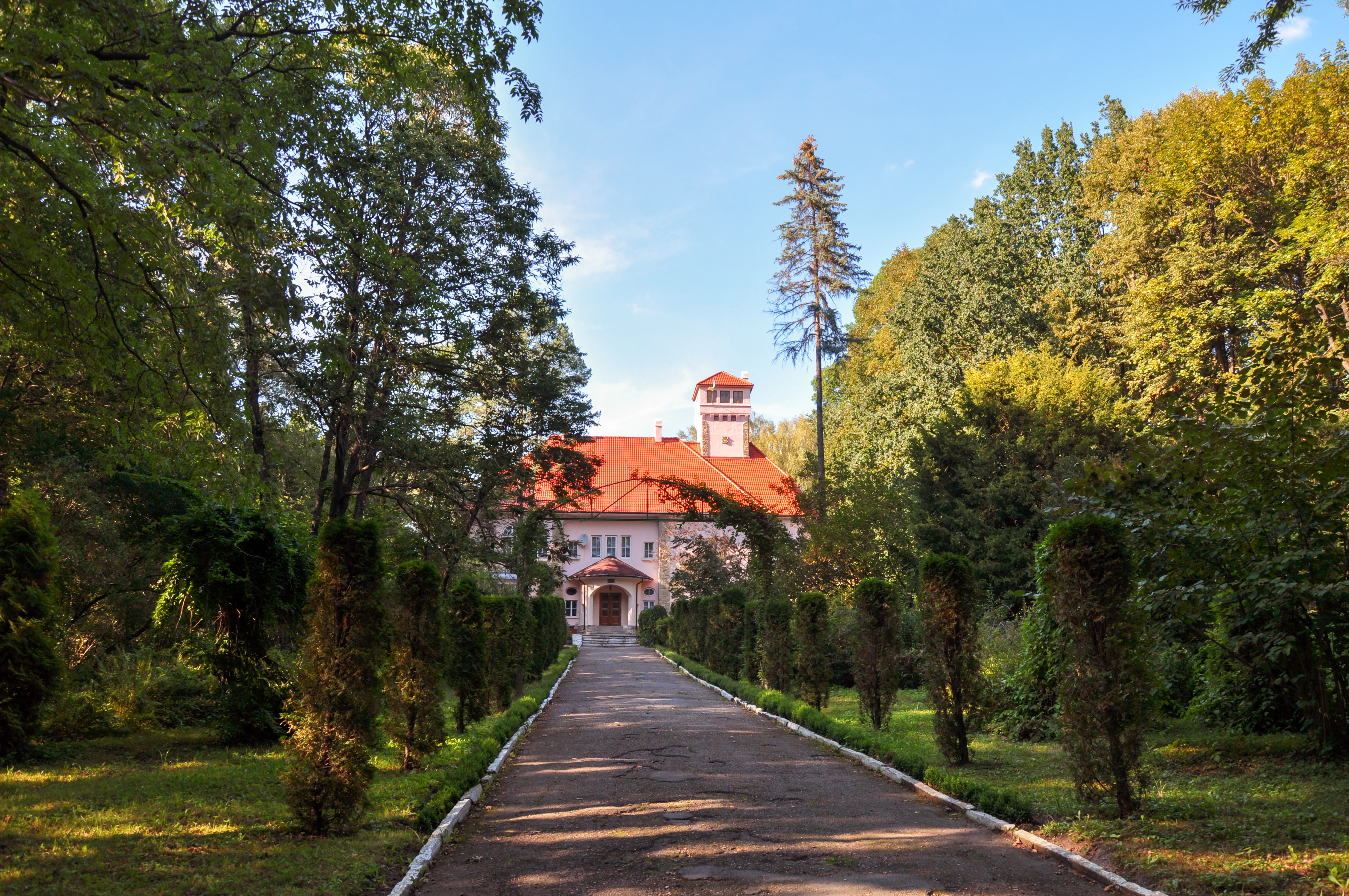
Сторожинецький дендрологічний парк і маєток Оренштайнів
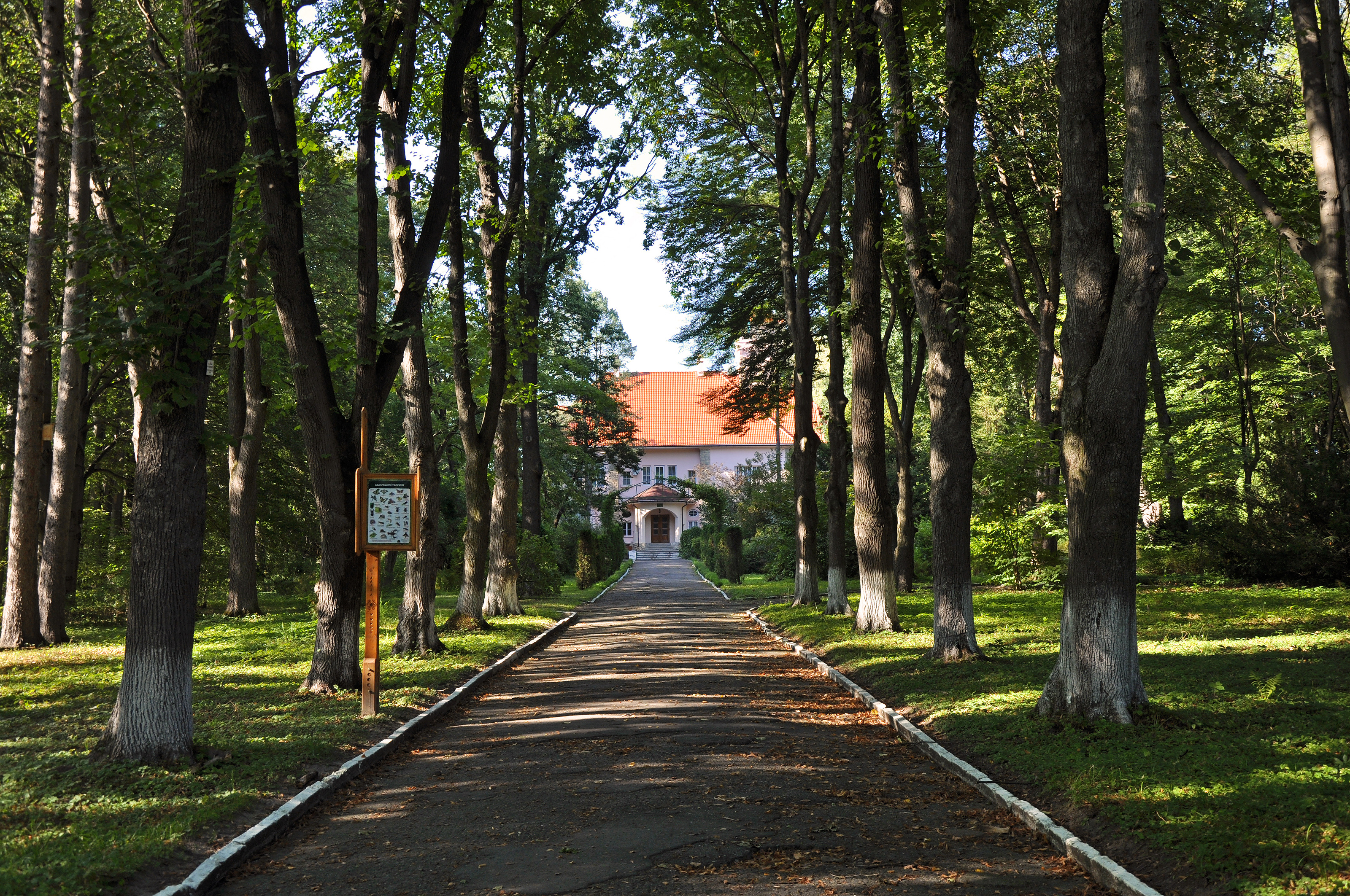
Алея в дендрологічному парку
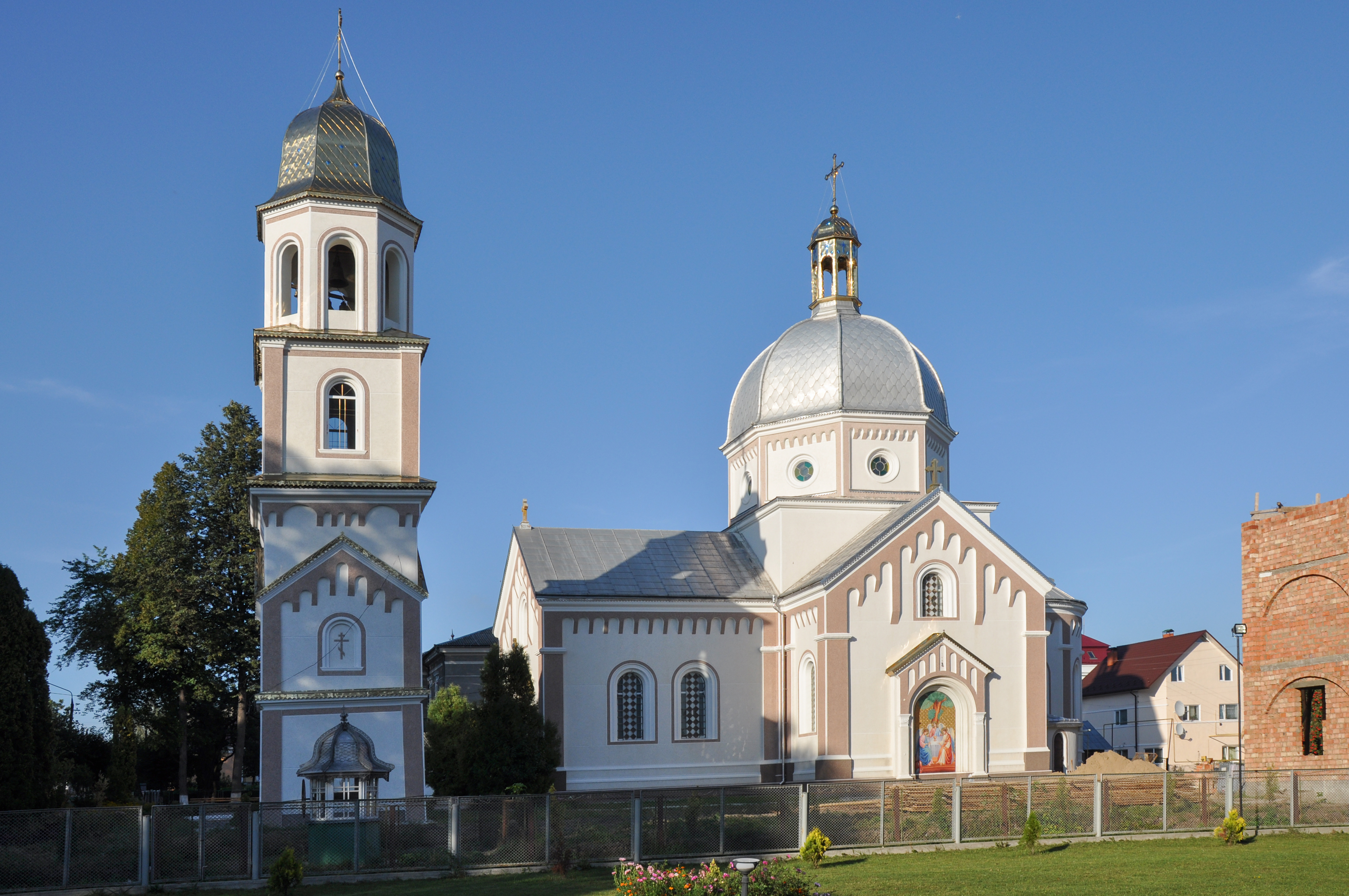
Свято-Георгіївська церква
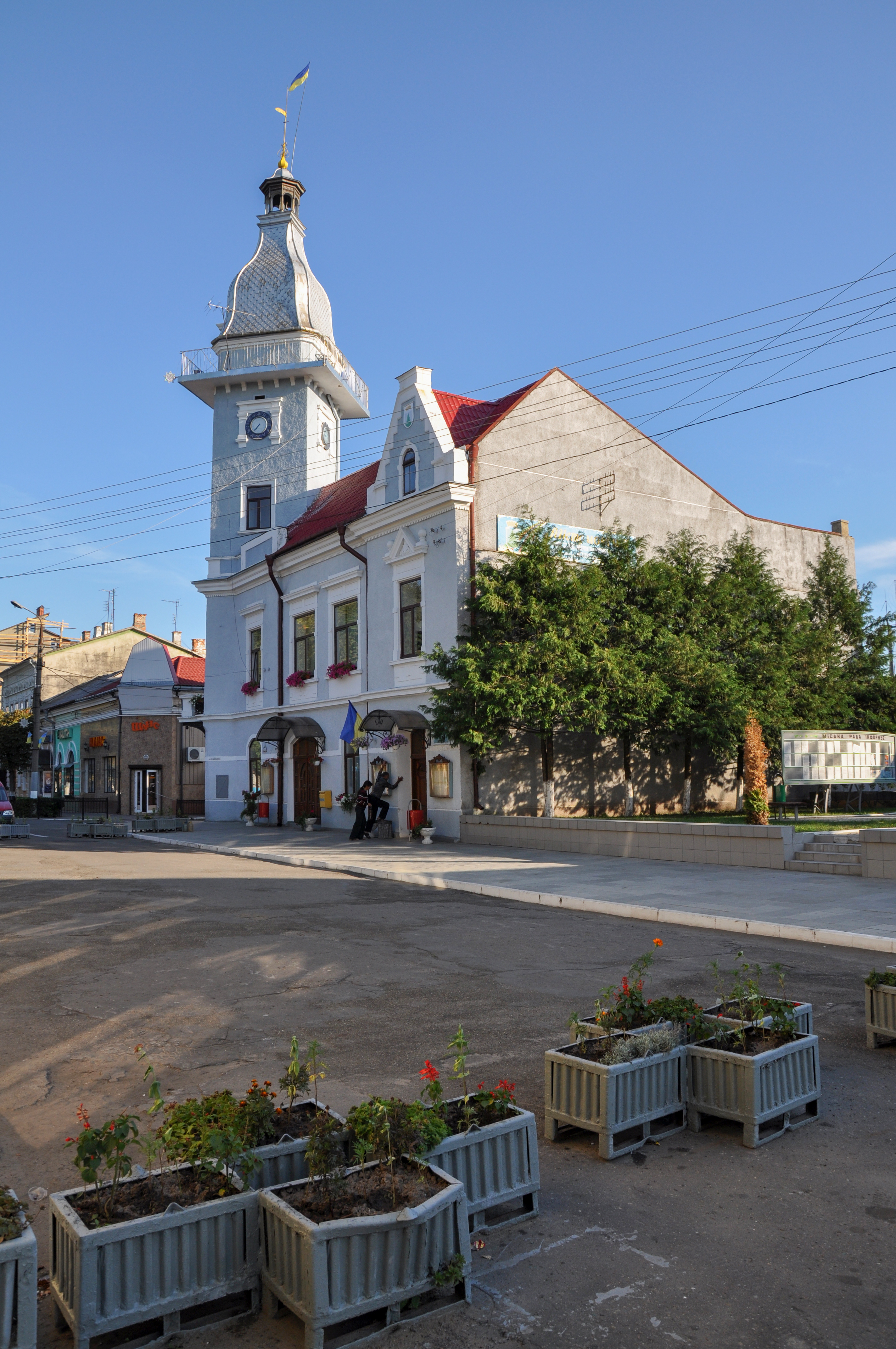
Ратуша
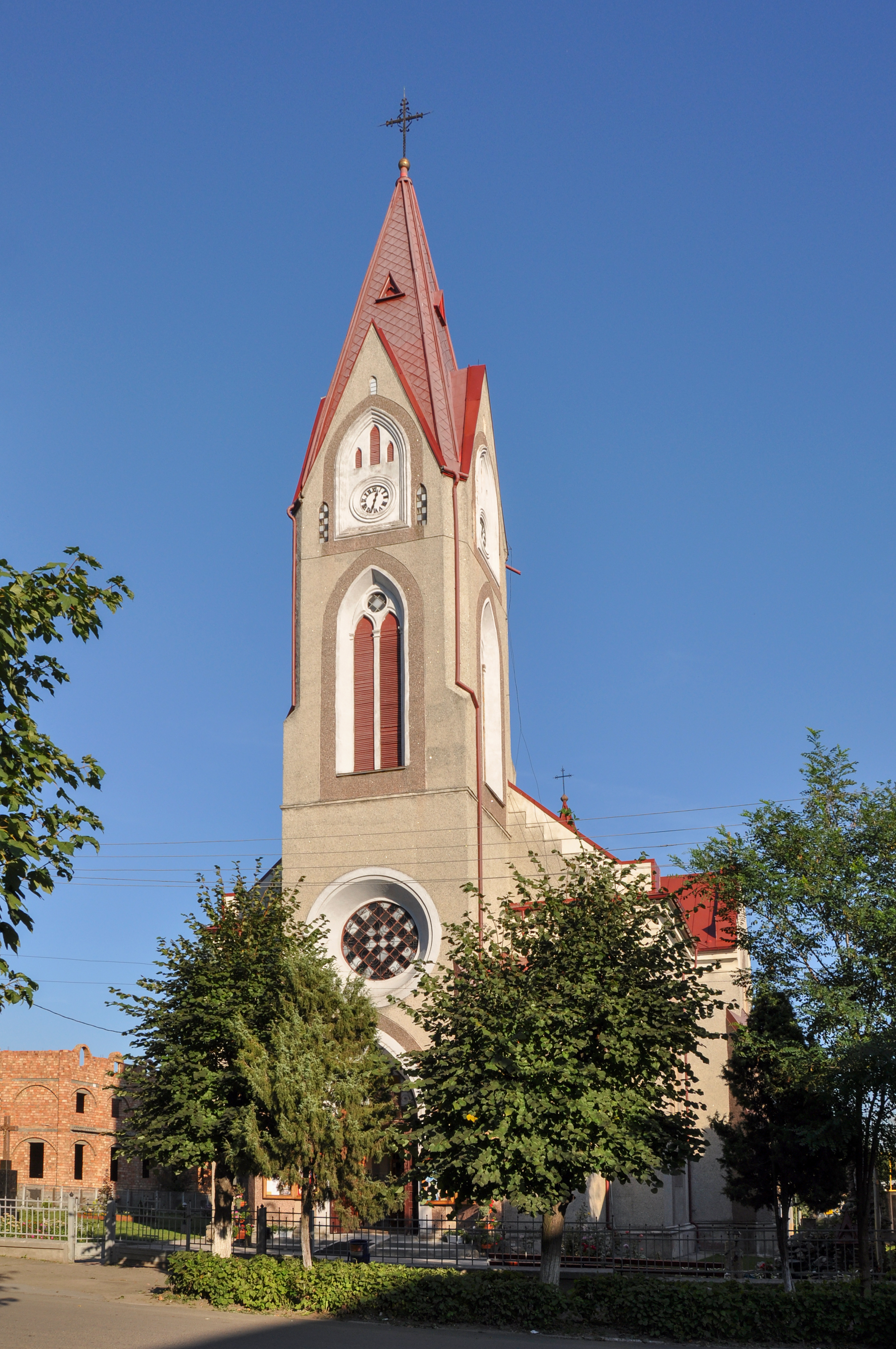
Костел святої Анни